# هندرسون شاه باران
هندرسون شاه باران (انگلیسی: Henderson the Rain King) رمانی از سال بلو است که در سال ۱۹۵۹ منتشر شد. رمان آمیزه‌ای از گفتمان‌های فلسفی و ماجراجویی‌هایی طنزآمیز است. این رمان در رده بیست و یکم فهرست صد رمان برتر به انتخاب مادرن لایبرری قرار دارد.